# Rivierlandschap (term)

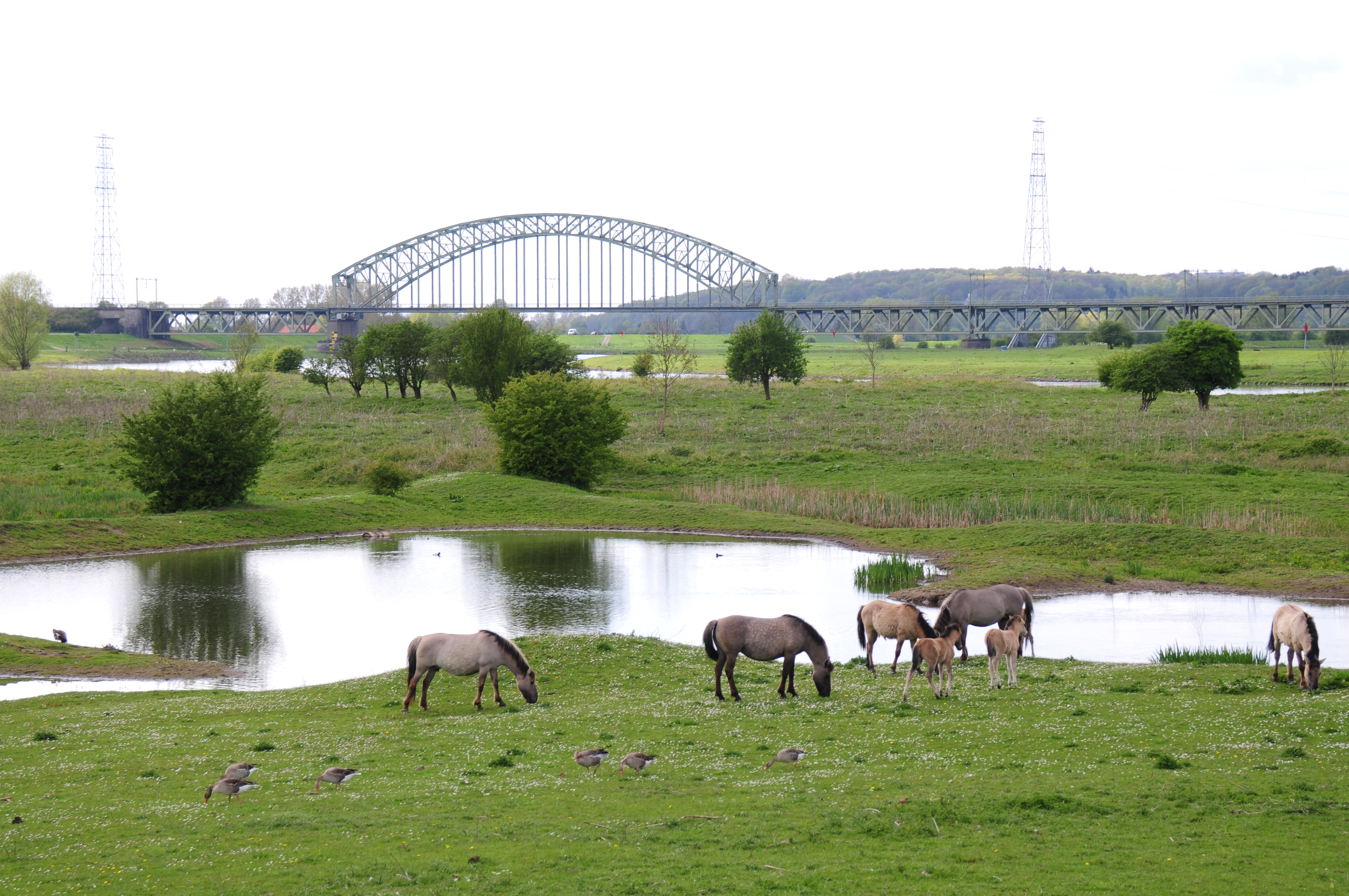
Stadsblokken-Meinerswijk bij Arnhem: een typisch aanzicht van een rivierlandschap van de benedenloop van de Rijn

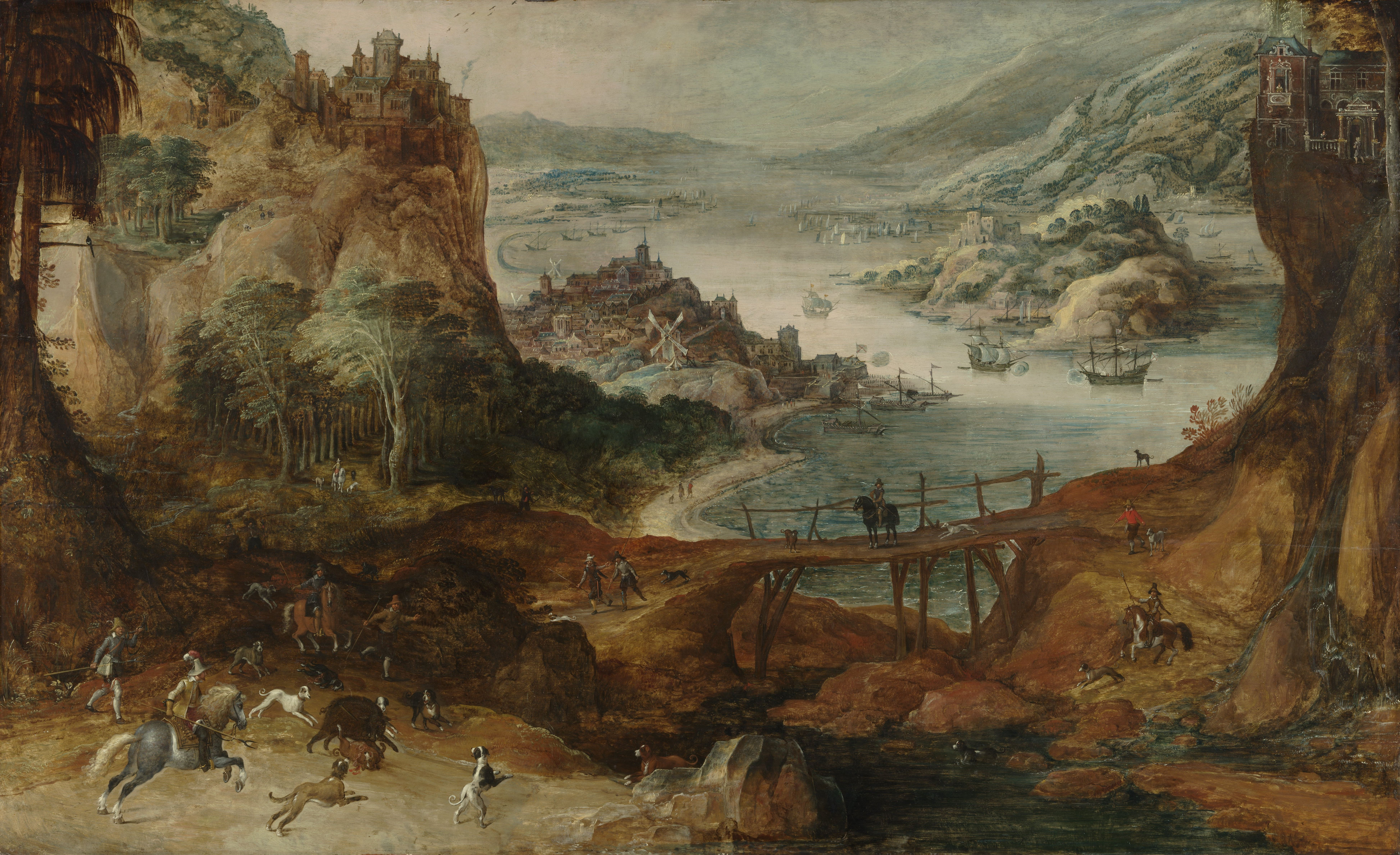
Rivierlandschap met everzwijnjacht van Joos de Momper: in dit kunstwerk zijn landvormen en landschapselementen van rivierlandschappen van verschillende rivierprofielen te zien

Met een rivierlandschap ofwel fluviatiel landschap wordt een rivier met haar aanliggende landschap bedoeld. Rivierlandschappen komen op alle continenten op Aarde voor en hebben doorgaans een ander geomorfologisch karakter in de bovenloop, middenloop en benedenloop van rivieren.  Naast de veelzijdige aardrijkskundige hantering van de term, wordt het begrip ook vaak in de beeldende kunst gebruikt, om in het bijzonder het (visueel waarneembare) totaalbeeld of kenschetsende aanzicht van landschappen bij rivieren te benoemen. Kunstwerken van deze kenschetsende aanzichten of totaalbeelden worden dikwijls 'rivierlandschappen' of 'riviergezichten' genoemd.
Met de term 'rivierlandschap' wordt in Nederland vaak alleen het Nederlandse rivierenlandschap bedoeld. Soms wordt dit laatstgenoemde Nederlandse landschapstype binnen de Nederlandse geografie ook aangeduid als het 'rivierkleilandschap'. Echter wordt de term 'rivierkleilandschap' eveneens gebruikt voor alleen de vlakke, lagergelegen landvormen in het Nederlandse rivierenlandschap waarin rivierklei prominent in de bodems aanwezig is, zoals in kommen en waarden. Het rivierenlandschap van Nederland maakt louter deel uit van de benedenlopen van Europese rivierlandschappen; ze bestaan hoofdzakelijk uit een afwisseling van komgronden en stroomruggen. De stroomruggen bestaan uit een ondergrond van grover sediment (zavel en zand), en liggen op de plekken van voormalige rivierbeddingen. Het Nederlandse rivierenlandschap komt vooral voor in het midden van Nederland: in en langs de stroomgebieden van de grote rivieren. Grofweg vormt de oost-west lopende strook van rivierenlandschap in het midden van Nederland de grens die het noordelijk zandgebied en zuidelijk zandgebied van elkaar scheidt. Dit gebied wordt het rivierengebied genoemd.
In het natuurlijke laaglandrivierlandschap van Nederland en België was er veelal een gevarieerde differentiatie in de vegetatie aanwezig, met karakteristieke patronen die beeldbepalend waren voor deze dynamische natuurlandschappen. Het open landschap van de komgronden werd gedomineerd door natuurlijke graslanden en ruigten. Er liepen van nature al grote grazers rond, die bijdroegen aan de afwisselende vegetatiepatronen. Op de hoger gelegen oeverwallen stonden vaak (doorn)struwelen en galerijbossen met ooibos. Ook hadden de hoger gelegen delen langs de grote rivieren een rijke stroomdalflora; het zaad van veel soorten stroomdalplanten was afkomstig van de bovenloop van de Rijn en de Maas. Vanuit een floristisch en plantengeografisch oogpunt gezien, ligt het representatieve rivierlandschap in Nederland en België in het zogeheten fluviatiel district. Dit floradistrict heeft in Nederland ruwweg betrekking op hetzelfde gebied als het rivierengebied. Volledig natuurlijke rivierlandschappen komen in Nederland niet (meer) voor.

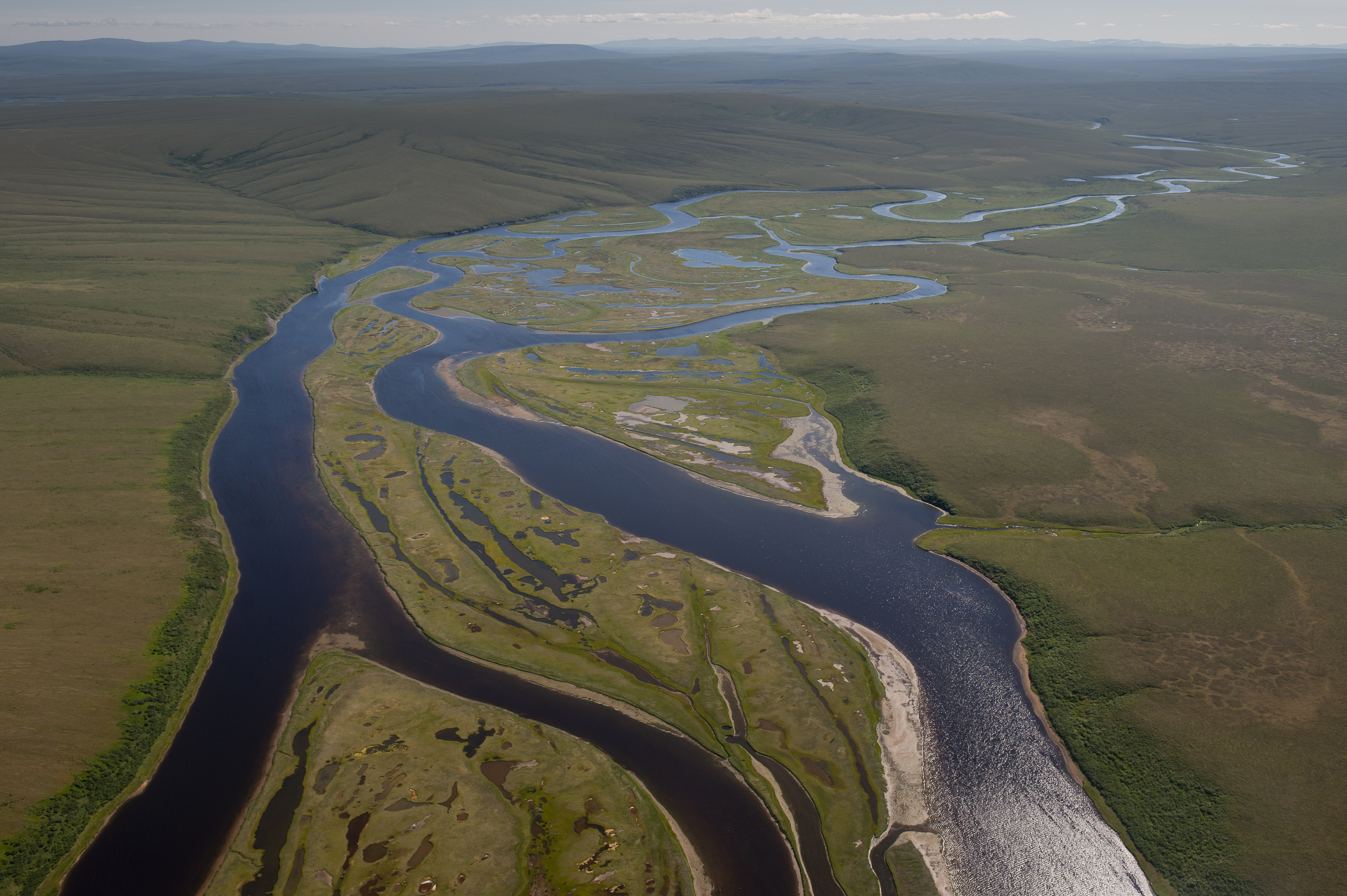
Rivierlandschap van de vlechtende Kugruk River in Alaska (VS): een voorbeeld van een nagenoeg natuurlijk rivierlandschap

## Rivierlandschap per rivierprofiel
Het geomorfologische karakter van rivierlandschappen verschilt per rivierprofiel (bovenloop, middenloop en benedenloop) van de rivier die het landschap vormt (door fluviatiele processen). De drie typen rivierlandschappen hebben alle drie hun eigen karakteristieke (combinatie van) bijbehorende landvormen en/of landschapselementen. In de praktijk kan het moeilijk zijn om een duidelijke grens aan te wijzen tussen twee typen rivierlandschappen van twee rivierprofielen. Dit komt omdat er meestal sprake is van een geleidelijke overgang van het ene type rivierlandschap naar het andere: een landschappelijk gradiënt. Soms lijken rivierlandschappen van de middenloop en de benedenloop van rivieren sterk op elkaar. 

### Bovenloop

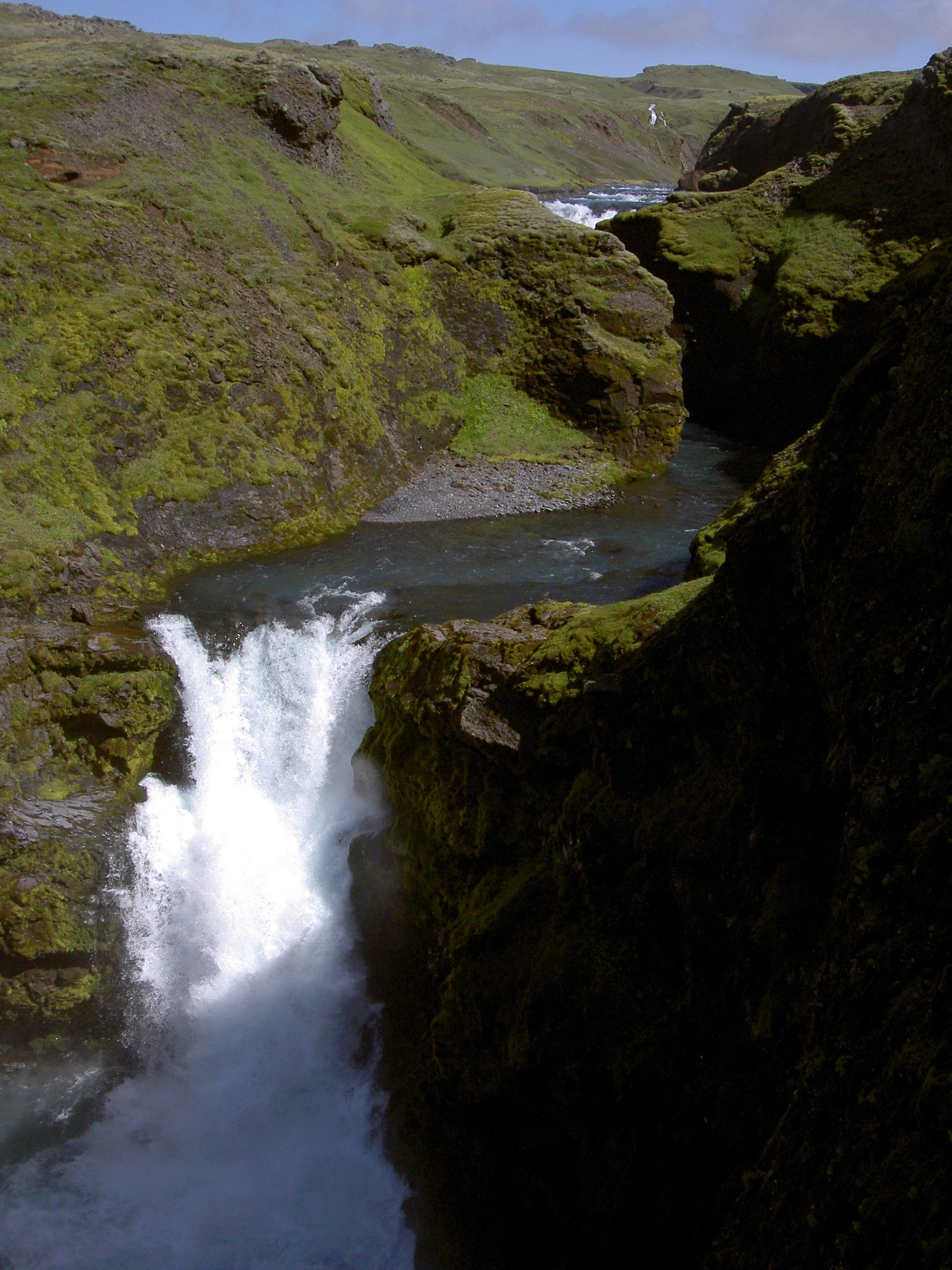
Rivierlandschap in de bovenloop van de rivier de Skoga (IJsland)

In de bovenloop van rivieren zijn de watergangen smal en lopen de oevers steil af. Verticale erosie is hier het belangrijkste landschapsvormende proces. In Nederland komen geen rivierlandschappen van de bovenloop van rivieren voor. 
Ondergenoemde landvormen en landschapselementen zijn veelal kenmerkend voor rivierlandschappen in de bovenloop van rivieren.
- kliffen
- kloven
- potholes
- zijrivieren
- watervallen
- puinwaaiers
- plunge pools
- stuwdammen
- gletsjermolens
- V-vormige dalen
- interlocking spurs
- vlechtende rivieren
- stroomversnellingen

### Middenloop

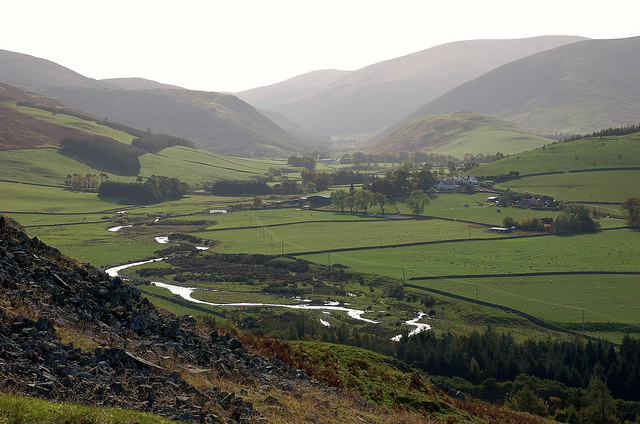
Rivierlandschap in de middenloop van de Manor Water (Schotland)

In de middenloop van een rivier neemt het debiet toe en wordt het talud van de oevers vlakker. Het transport van sediment (via het rivierwater) is hier het belangrijkste landschapsvormende proces.
Ondergenoemde landvormen zijn doorgaans typerend voor rivierlandschappen in de middenloop van een rivier.
- trogdalen
- meanders
- ooibossen
- glij-oevers
- rivierdalen
- stootoevers
- oeverwallen
- riviervlaktes
- galerijbossen
- stroomruggen
- hoefijzermeren
- kronkelwaarden

### Benedenloop

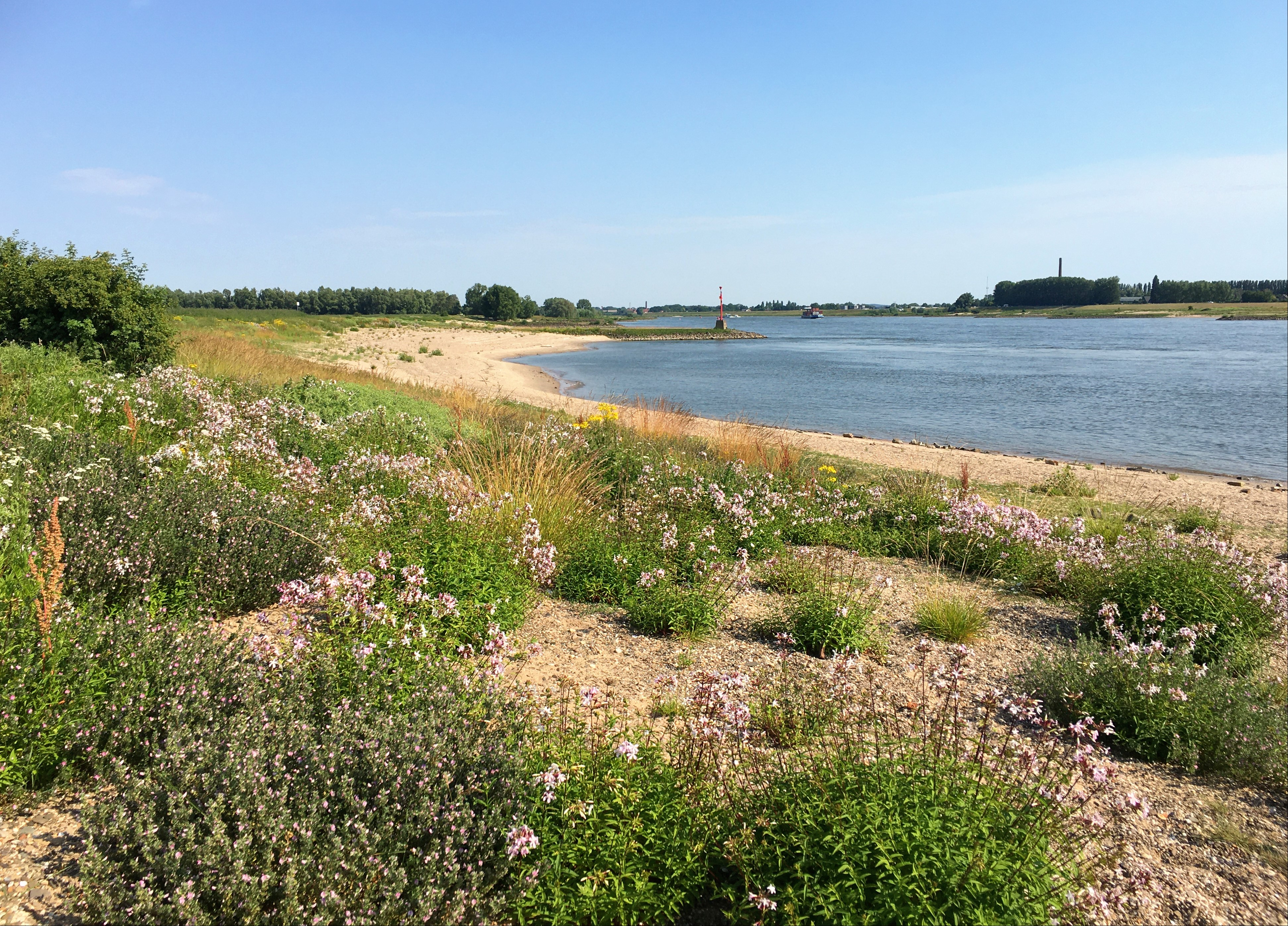
Het rivierlandschap van de Waal in de Gelderse Poort: een typerend aanzicht van een rivierlandschap van een benedenloop

In de benedenloop van een rivier zijn de watergangen breed en diep, en is het debiet het hoogst. Sedimentatie is hier het belangrijkste landschapsvormende proces.
Ondergenoemde landvormen en landschapselementen zijn veelal kenmerkend voor een rivierlandschap in de benedenloop van een rivier.
- dijken
- kolken
- terpen
- polders
- kribben
- waarden
- kommen
- strangen
- zellingen
- grienden
- overlaten
- Kleiputten
- meanders
- rietlanden
- ooibossen
- aftakkingen
- rivierdelta's
- rivierduinen
- oeverwallen
- nevengeulen
- uiterwaarden
- stroomruggen
- rivierstranden
- grote bruggen
- steenfabrieken
- crevassegeulen
- kronkelwaarden

## Rivierlandschap in de schilderkunst
Vanaf grofweg de 16e eeuw gingen veel kunstschilders in de Lage Landen het (karakteristieke) aanzicht van bepaalde leefomgevingen gebruiken als thema voor hun schilderijen. Deze afgebeelde aanzichten werden 'landschappen' genoemd. Nochtans bestond het woord landschap al eerder, maar had indertijd een andere betekenis. Het begrip werd toen gebruikt om een bestuurlijke indeling aan te duiden; dit was vergelijkbaar met de term waterschap, die men overigens nog steeds hanteert in de Lage Landen. Kenschetsende aanzichten van landschappen bij rivieren (met inbegrip van de rivier zelf) werden 'rivierlandschappen' genoemd. Een rivierlandschap werd vanaf toen een visueel begrip en verwees veelal naar een esthetische beleving. Sindsdien kon een rivierlandschap (evenals andere landschapstypen) "aan de muur worden opgehangen". Deze kunstwerken werden ook 'rivierlandschappen' of 'riviergezichten' genoemd. Pas later werd de term rivierlandschap met name gebruikt in de (vooral fysische) aardrijkskunde. Gerelateerde termen uit de beeldende kunst, die tevens zijn ontstaan tussen de 16e en 19e eeuw, zijn onder andere marines (ook 'zeegezichten' genoemd) en stadsgezichten. Deze laatstgenoemde begrippen refereren net zoals bij de rivierlandschappen naar een aanzicht van een bepaald type leefomgeving.
In Nederland zijn er in het bijzonder in de Gouden Eeuw (maar ook in de twee daaropvolgende eeuwen) veel landschapsschilderijen van rivierlandschappen gemaakt, waarvan enkele grote bekendheid kregen. Ook schilderden bekende Nederlandse landschapsschilders rivierlandschappen in andere landen. Een vooraanstaande Nederlandse rivierlandschapsschilder was Salomon van Ruysdael. Hieronder staan enkele beroemde rivierlandschapsschilderijen die zijn vervaardigd door Nederlandse kunstschilders.

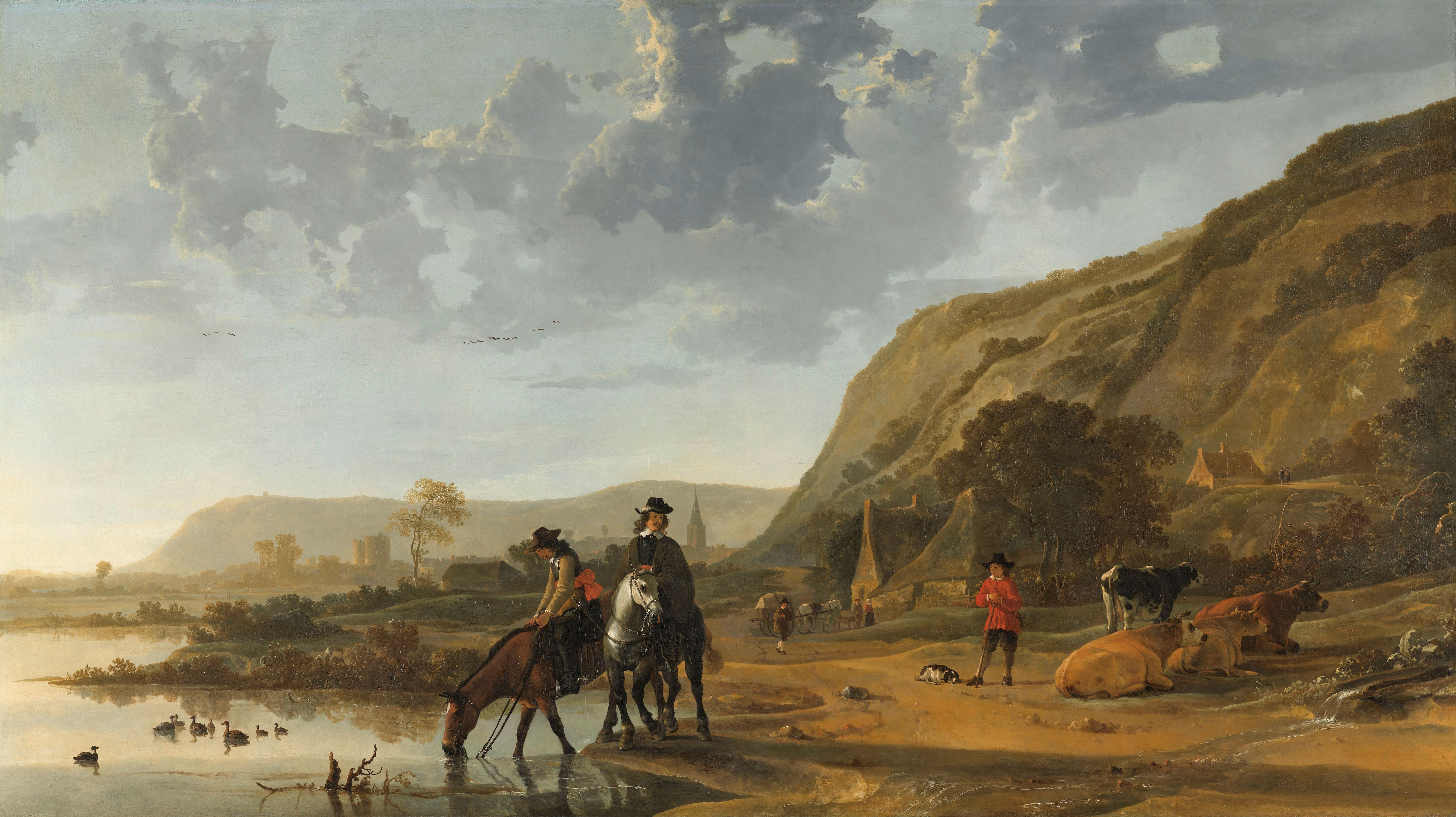
Rivierlandschap met ruiters (Aelbert Cuyp, ca. 1655)
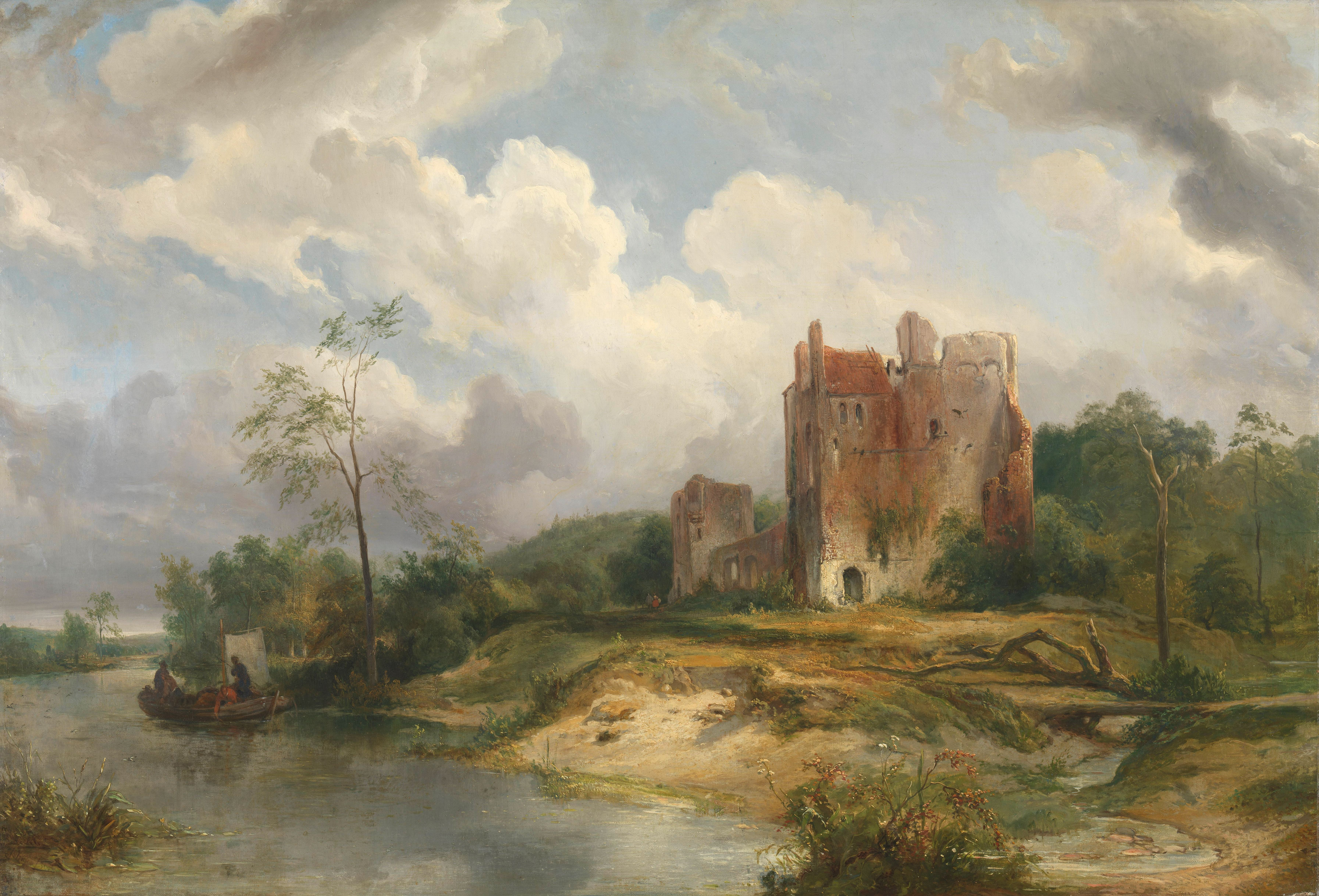
Rivierlandschap met ruïne (Wijnand Nuijen, 1838)
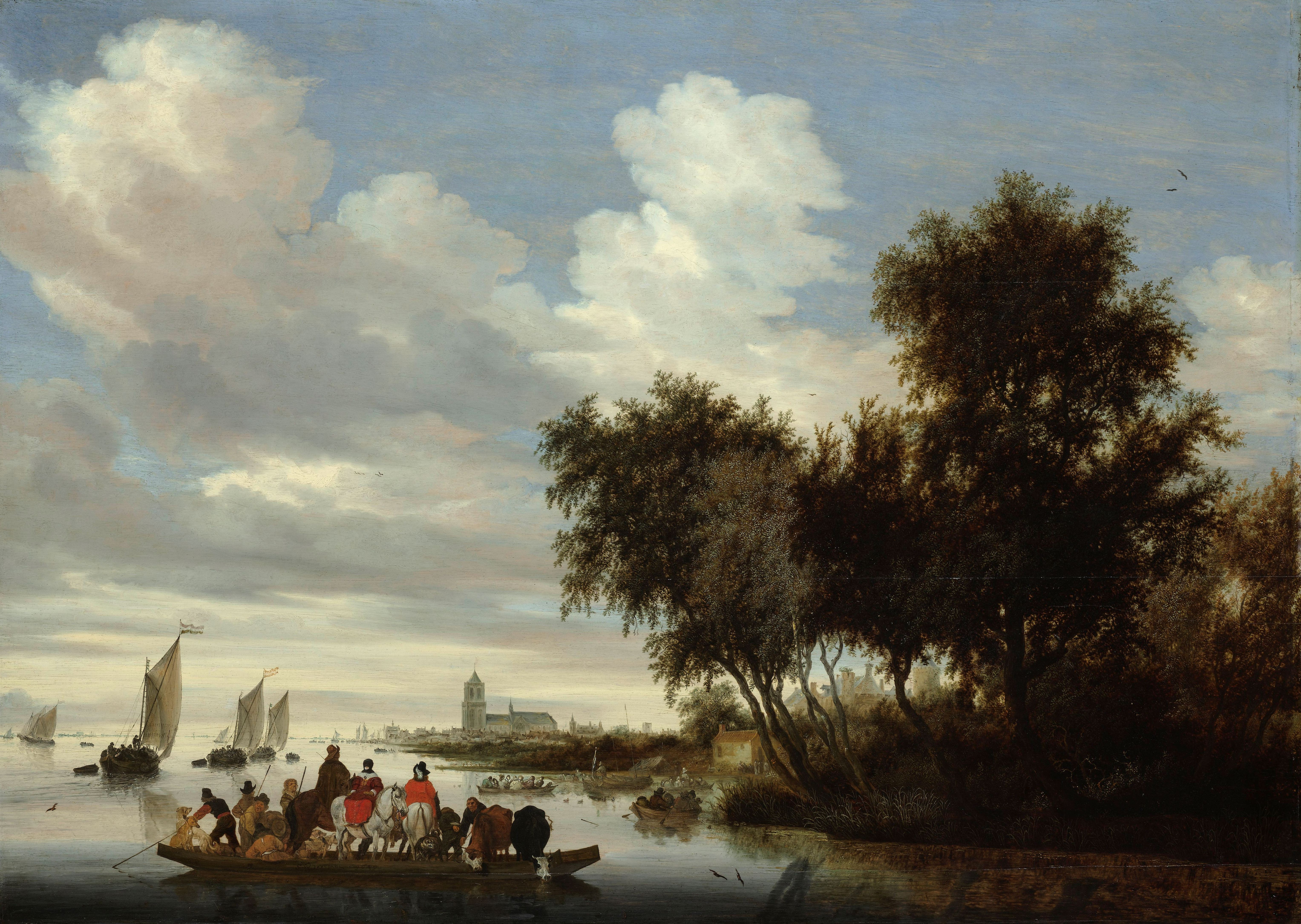
Rivierlandschap met veerboot (Salomon van Ruysdael, 1649)
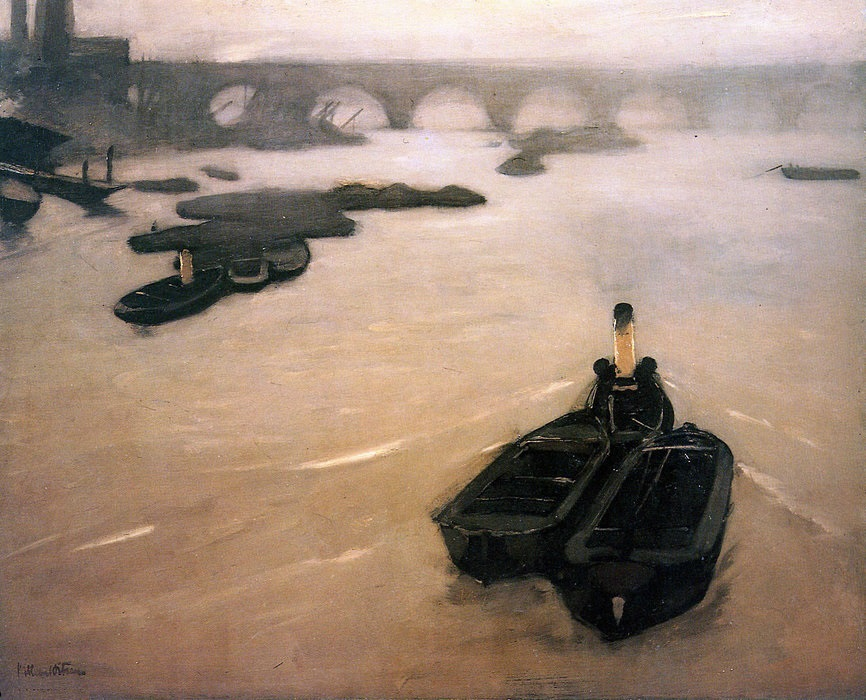
Riviergezicht te Londen (Willem Witsen, ca. 1895)

## Termen uit andere talen
Enkele noemenswaardige termen uit andere talen die ongeveer dezelfde betekenis hebben als 'rivierlandschap' uit het Nederlands, of gerelateerd zijn aan dit begrip, staan in de onderstaande kopjes.

#### Engels
- Riverscape (term voor rivierlandschap)
- River landscape (term voor rivierlandschap)
- River scene (term voor riviergezicht)
- River scenery (term voor riviergezicht)
- Riverine (term voor rivierenlandschap of netwerk van rivieren met hun omliggende (vruchtbare) land)[6]

#### Duits
- Flusslandschaft (term voor rivierlandschap)
- Flussauen (term voor riviervlaktes stroomopwaarts langs de Rijn en de Elbe)
- Flussmarsch (term voor postglaciaal landschap langs rivieren of kusten in Noordwest-Duitsland)
- Binnendelta (term voor een omgekeerde delta met een versmalde monding of zonder monding naar zee)

#### Frans
- Paysage fluvial (term voor rivierlandschap of riviergezicht)

#### Pools
- Krajobraz rzeki (term voor rivierlandschap)
- Żuławy (term voor rivierkleilandschap of waard)

## Afbeeldingen

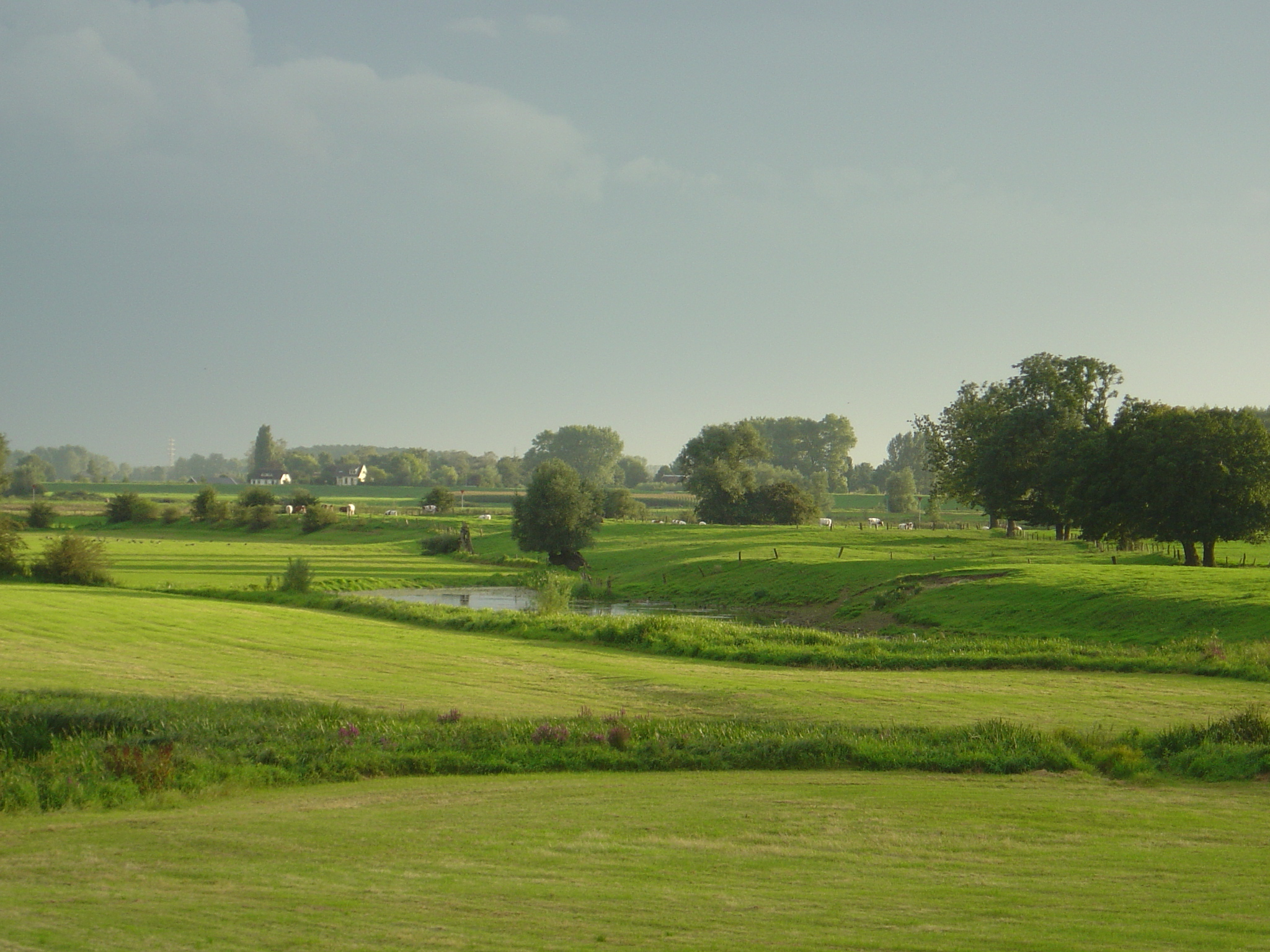
Kronkelwaard van de IJssel (Nederland)
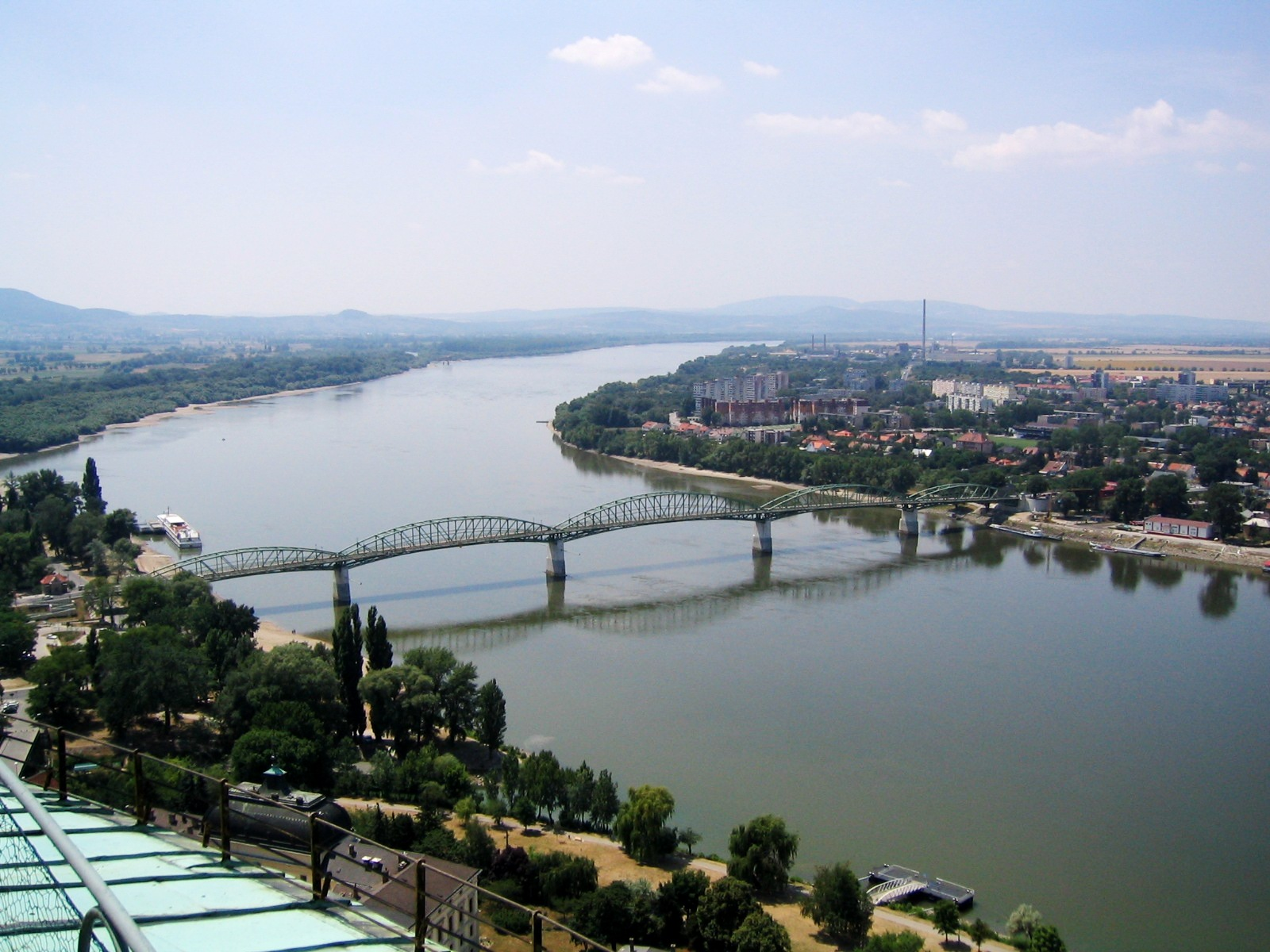
Benedenloop van de Donau (Hongarije)
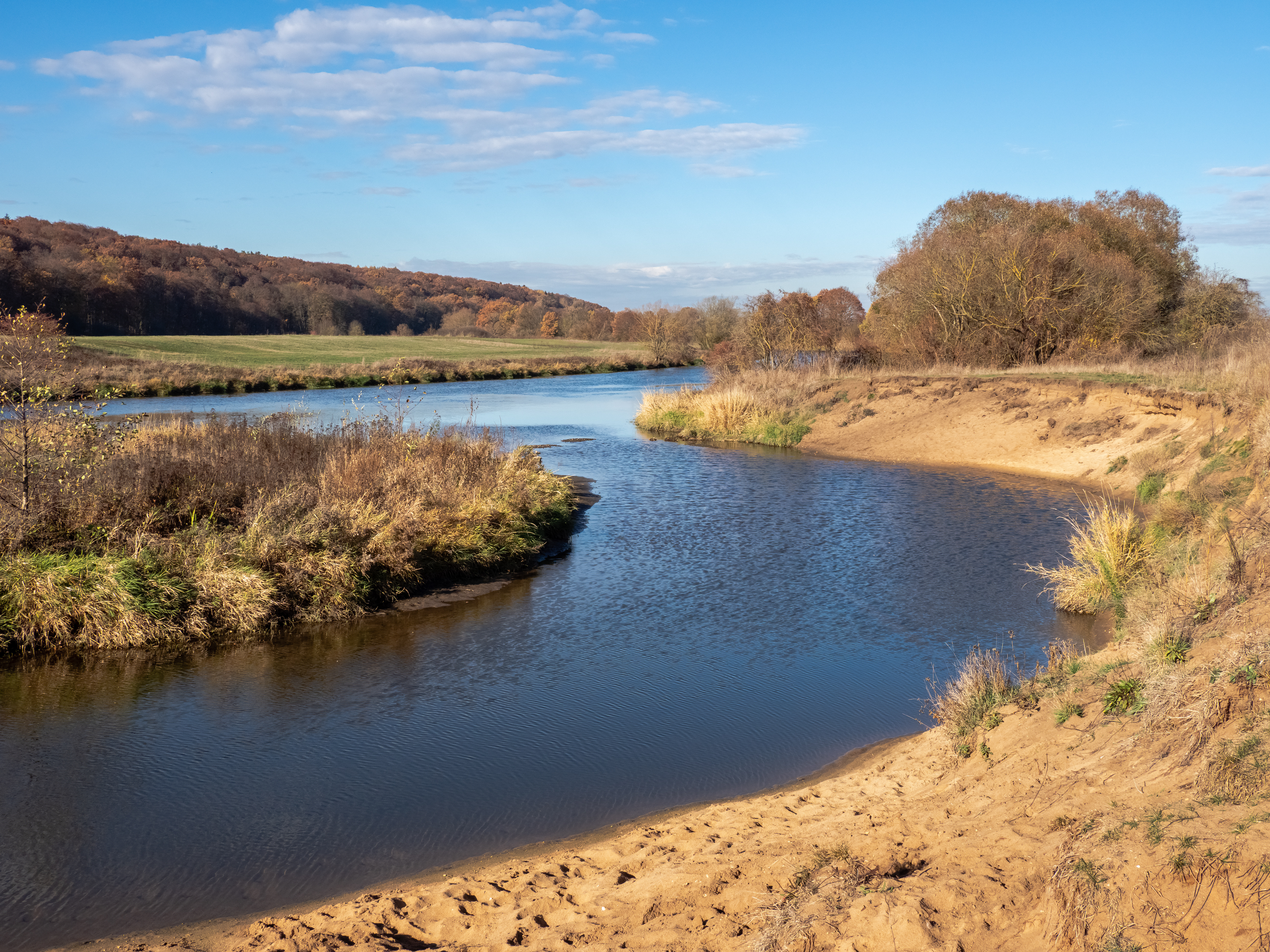
Glij- en stootoever van de Regnitz (Duitsland)
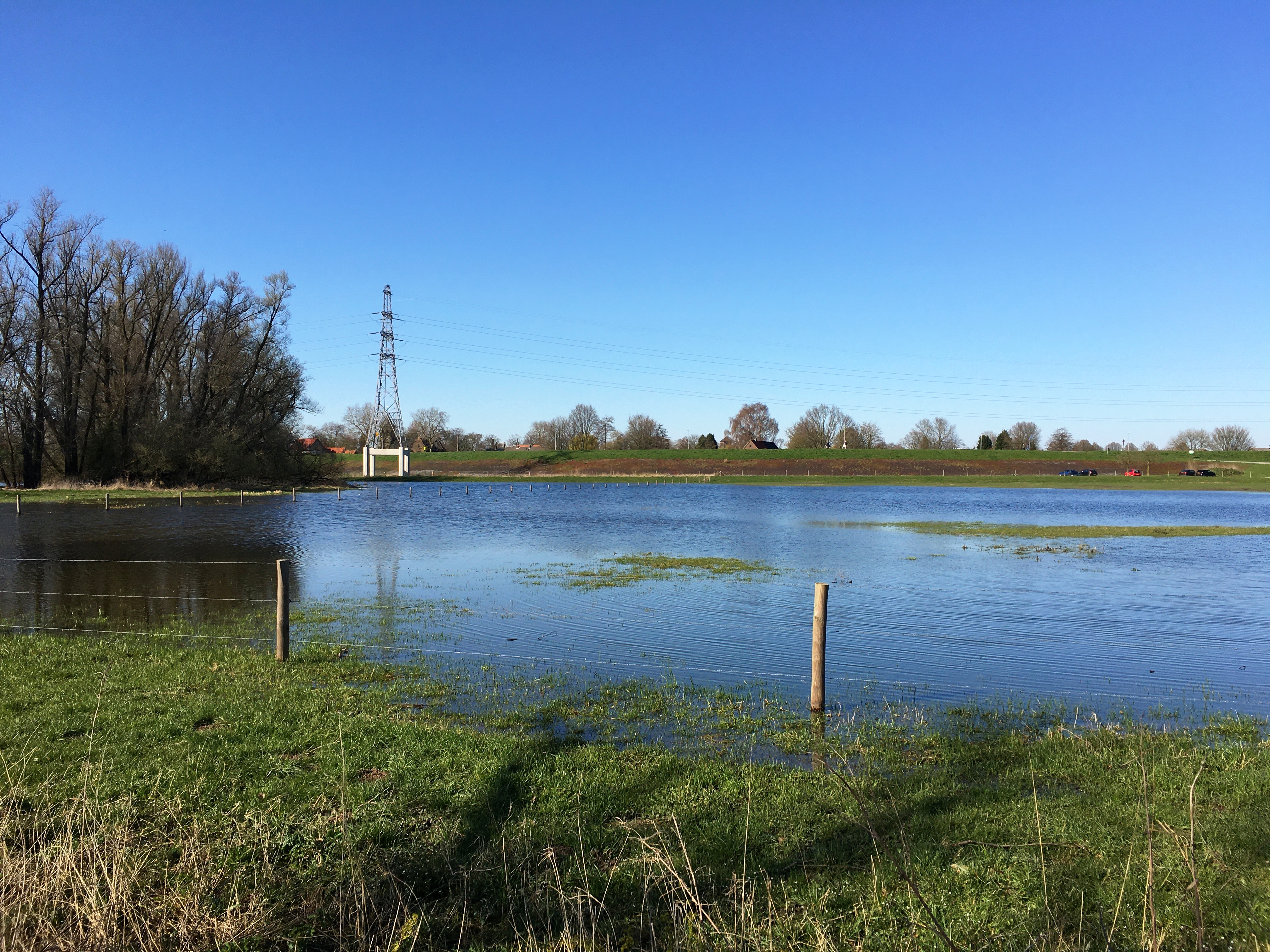
Uiterwaard van de Waal bij Bemmel (Nederland)
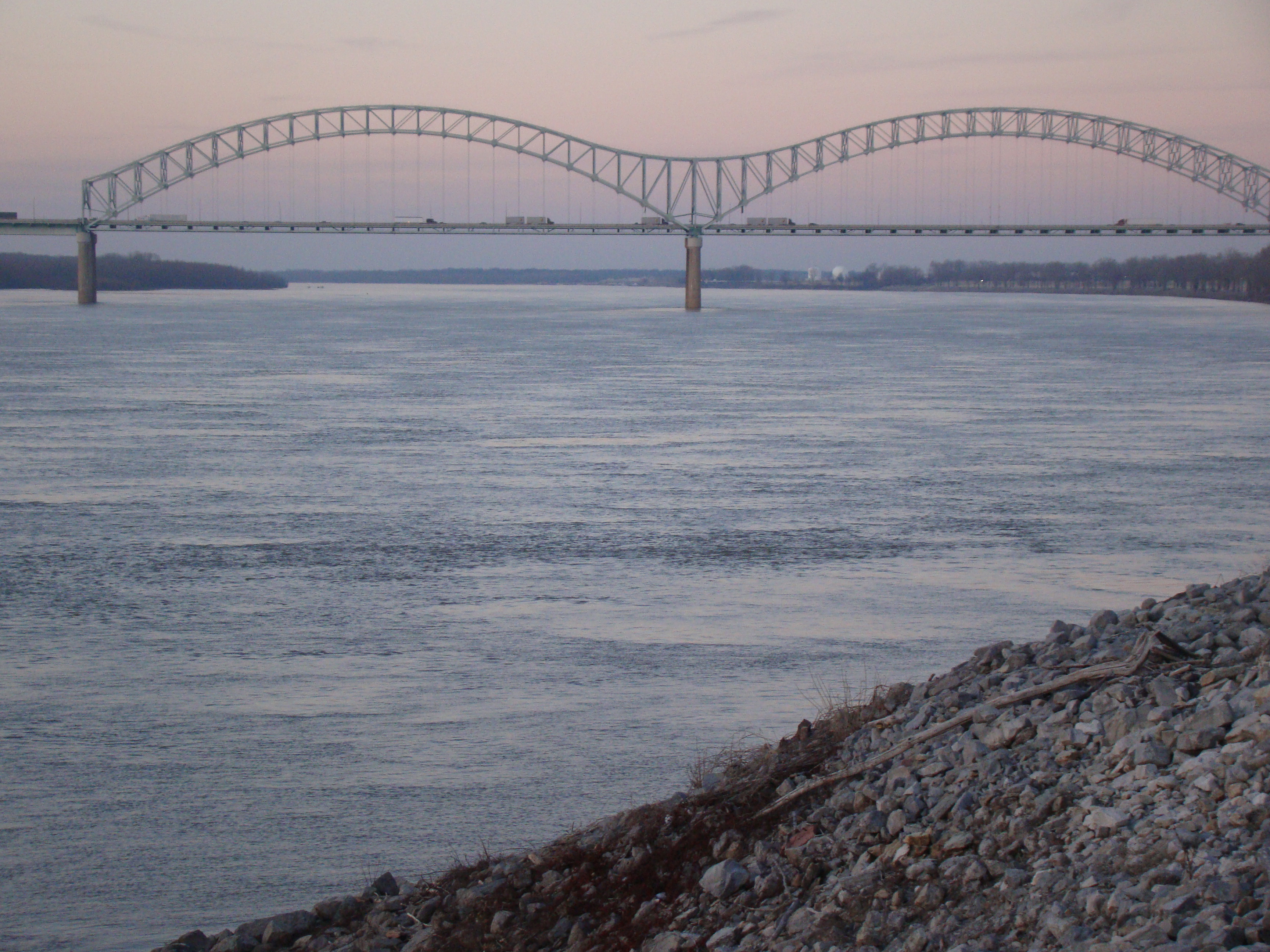
Een boogbrug over de Mississippi (VS)
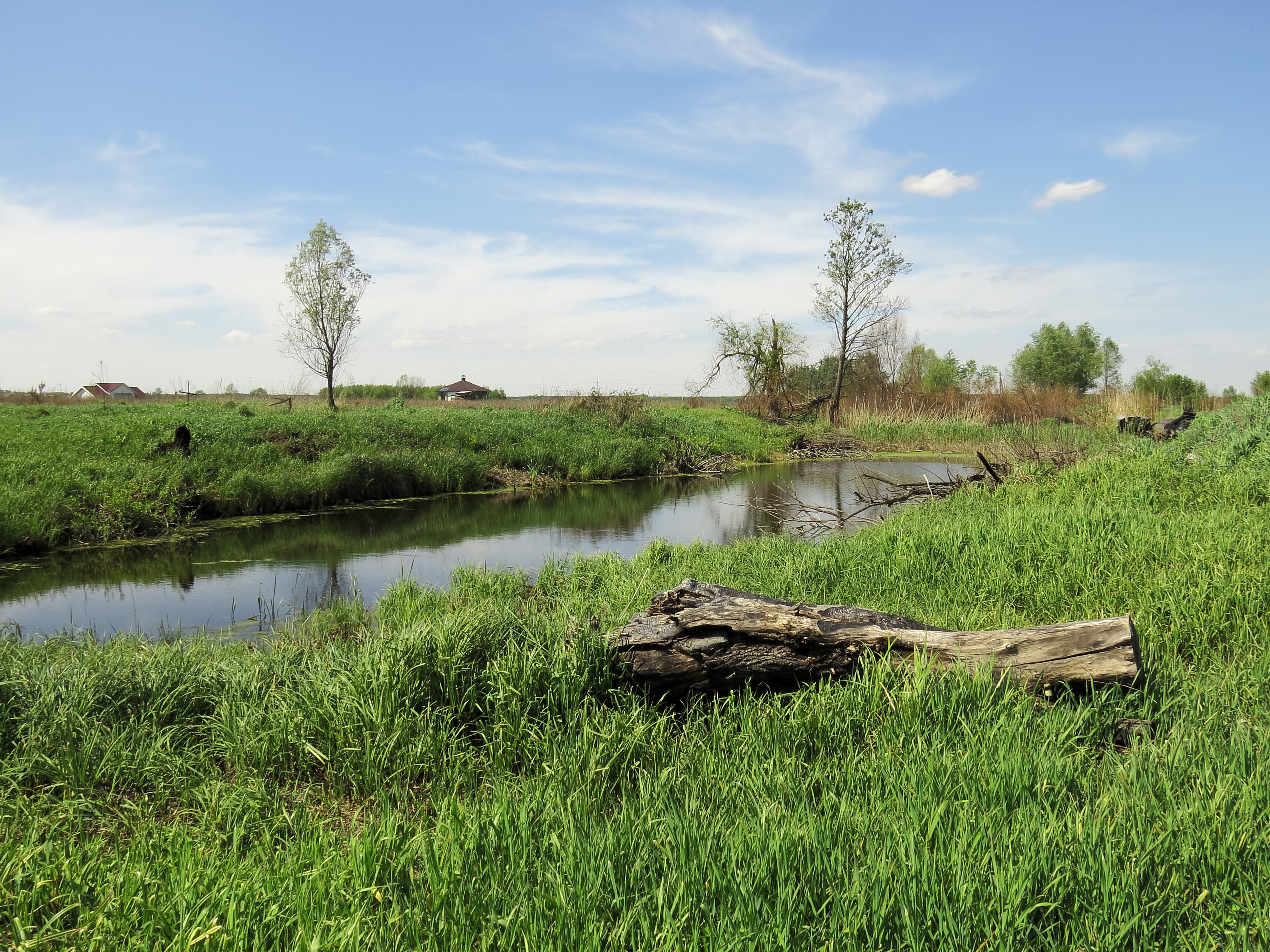
Hoefijzermeer van de Irpin-rivier (Oekraïne)
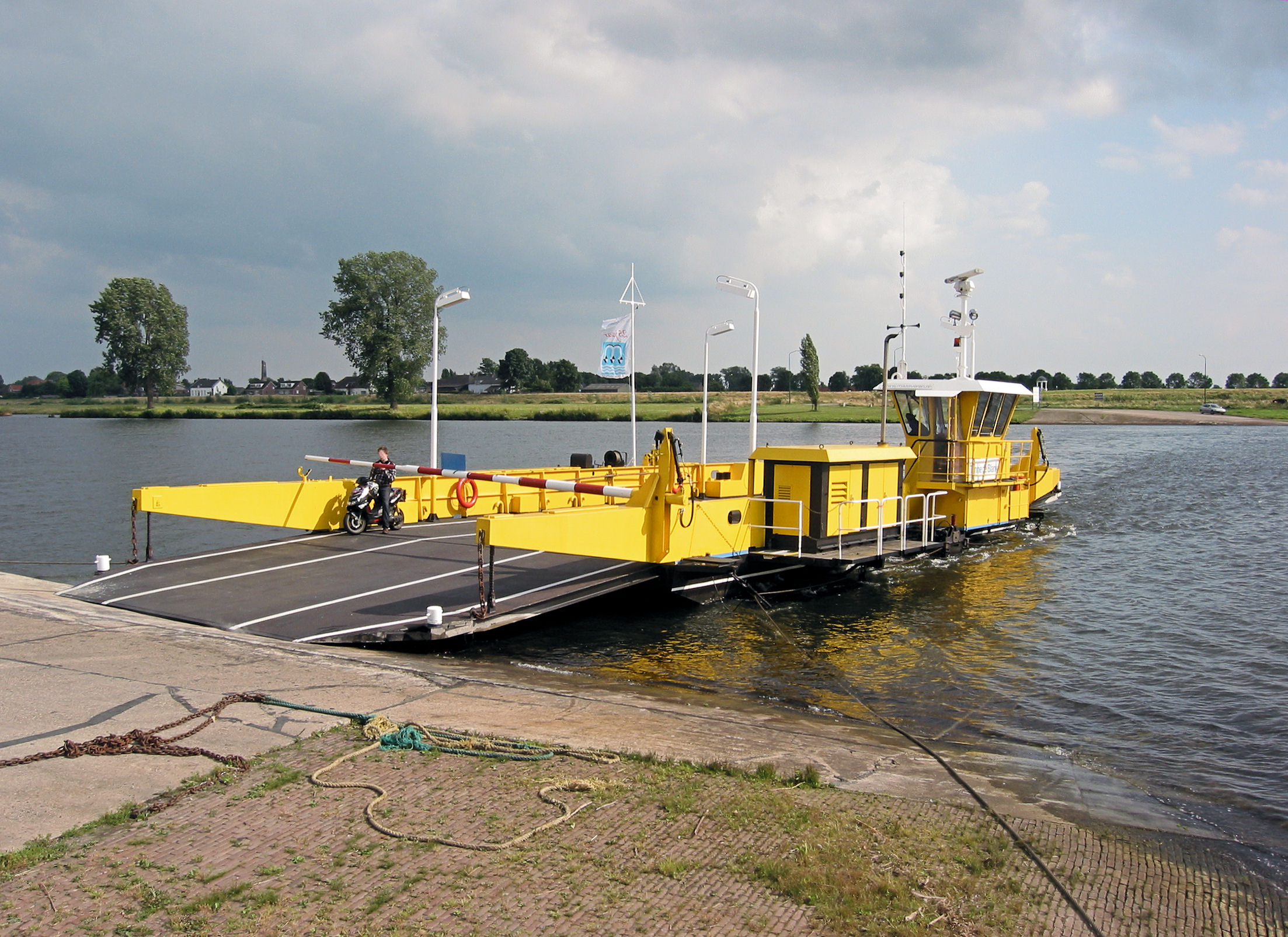
Veerboot op de Maas bij Oijen (Nederland)
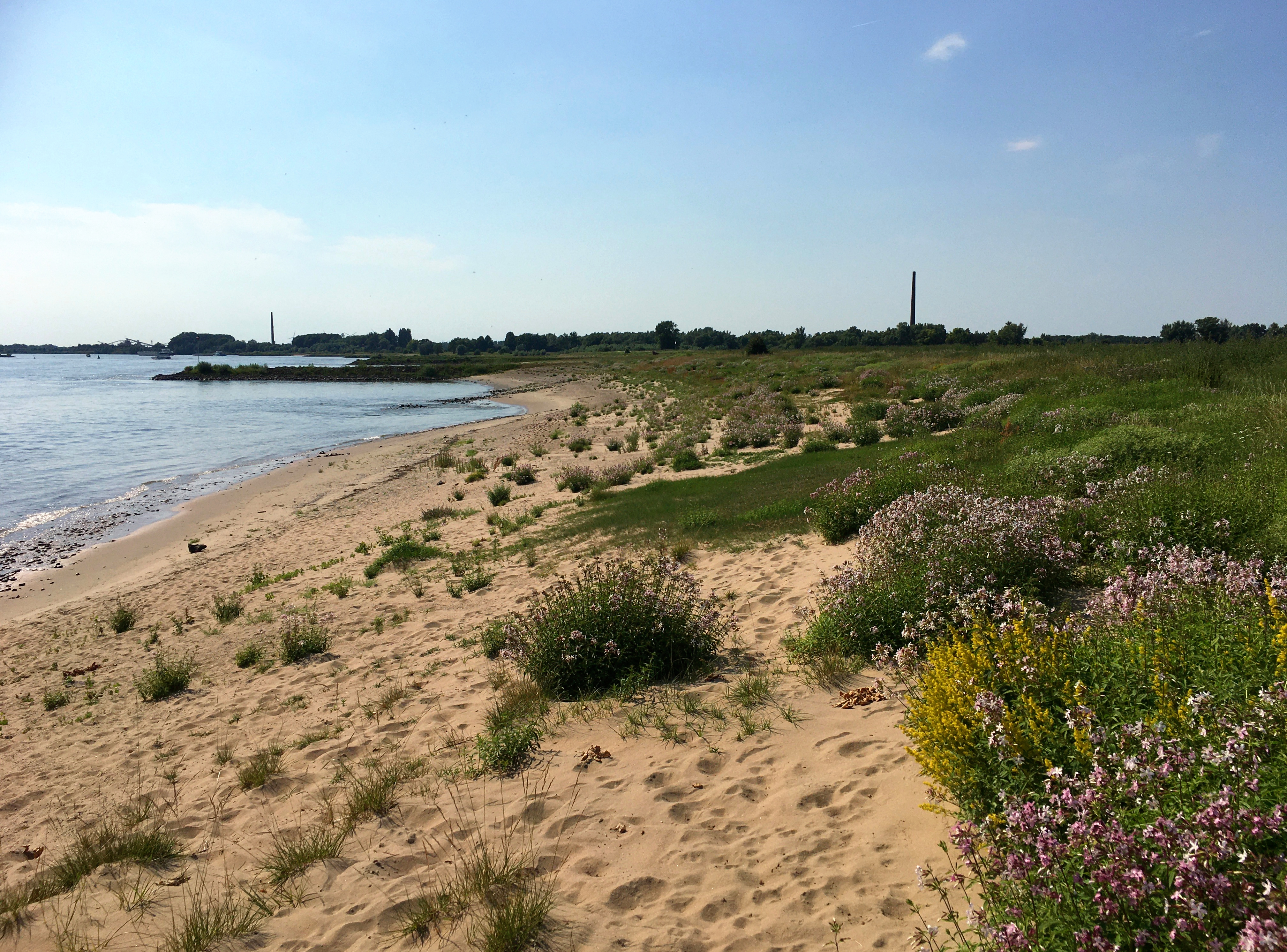
Rivierstrand van de Waal nabij Gendt (Nederland)
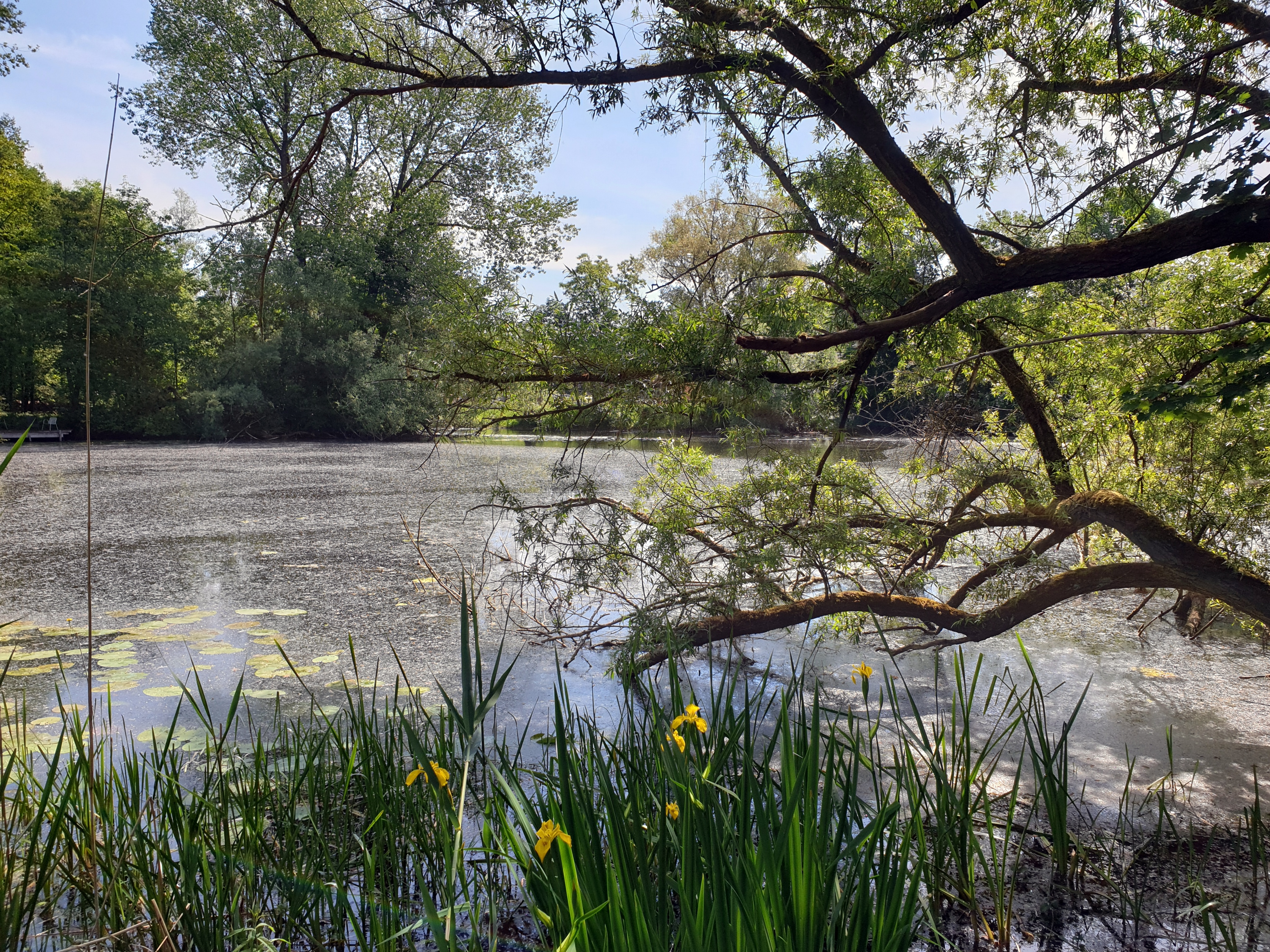
Ooibos bij een kolk van de Nederrijn (Nederland)
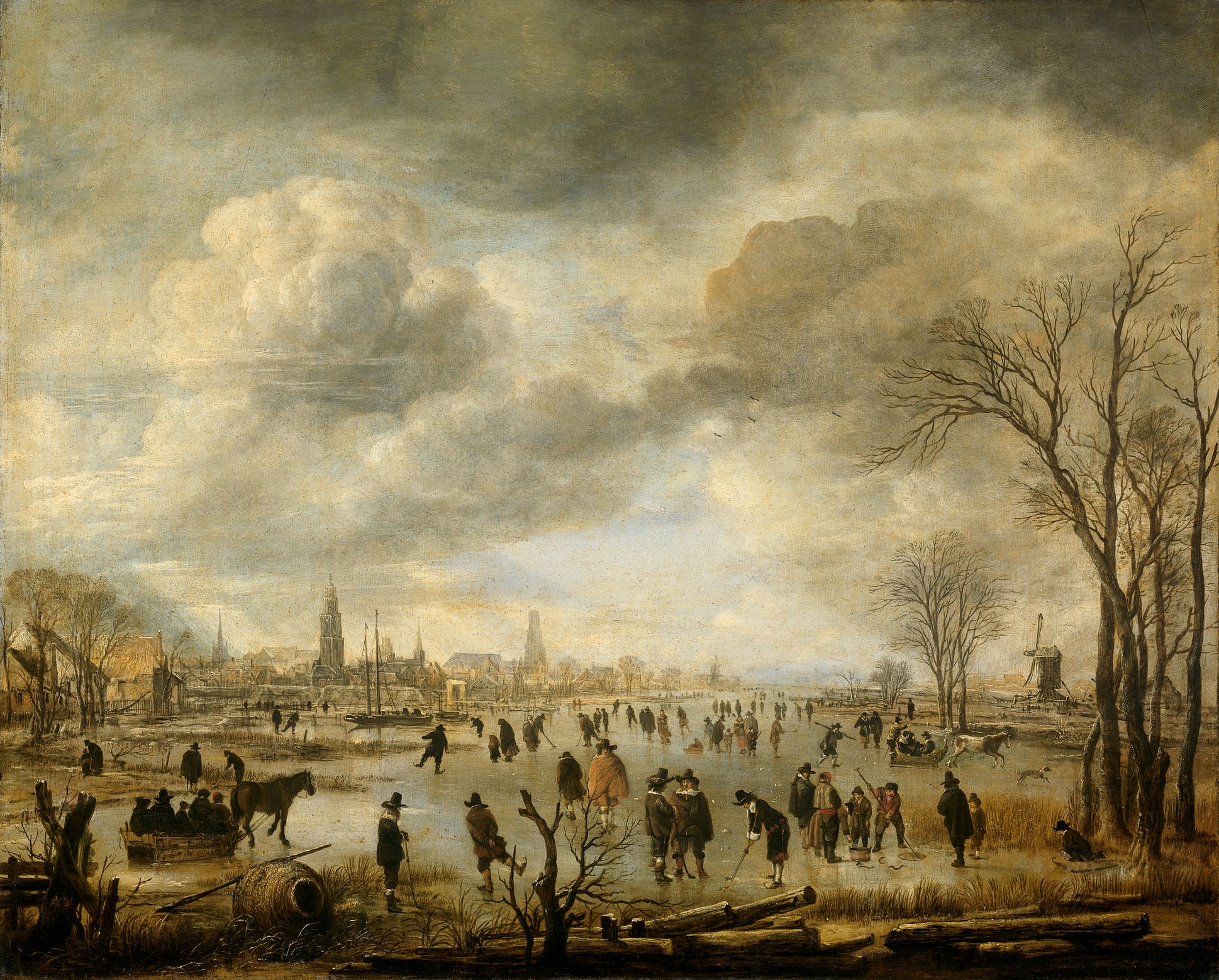
Riviergezicht bij winter door Van der Neer
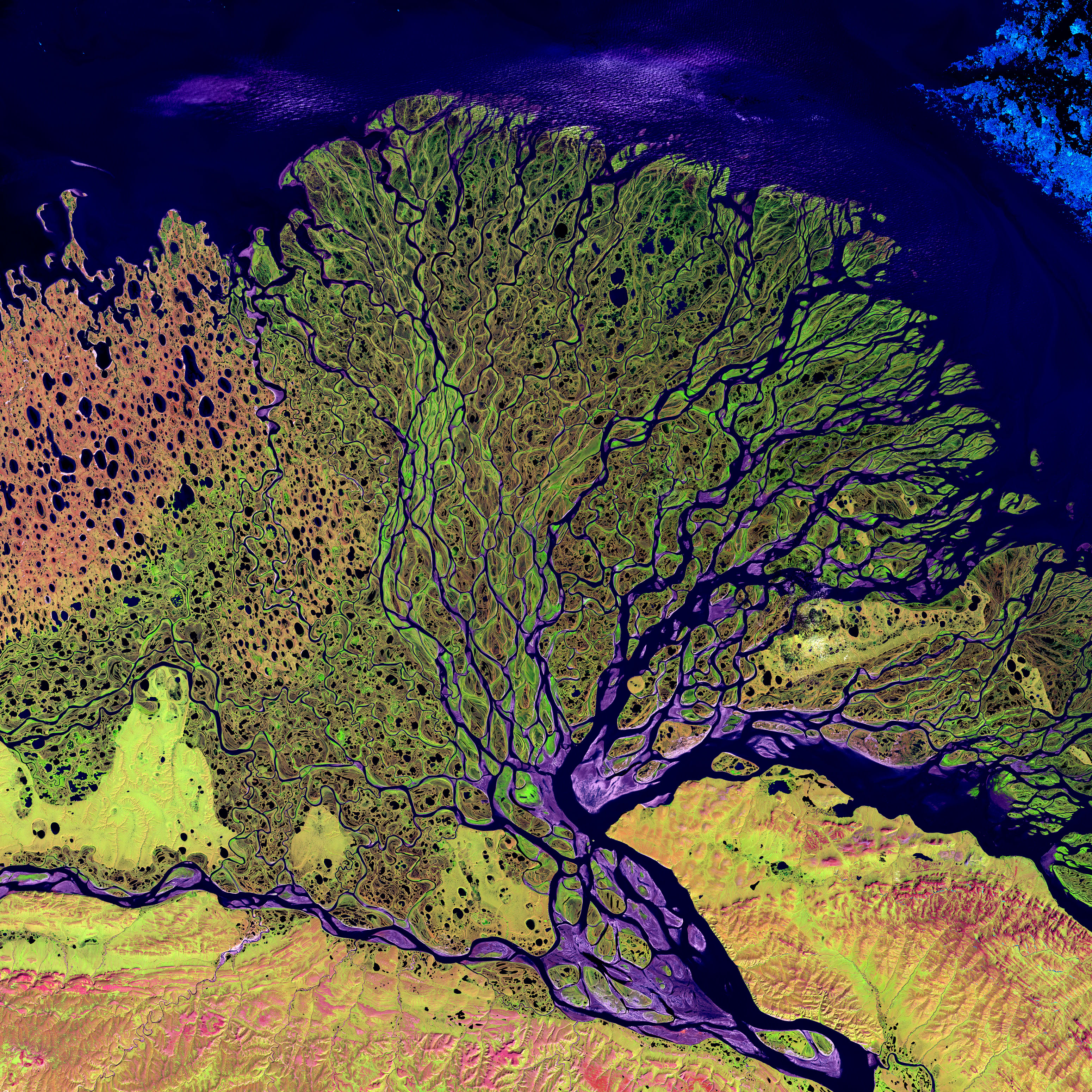
Satellietfoto van de Lenadelta (Siberië)
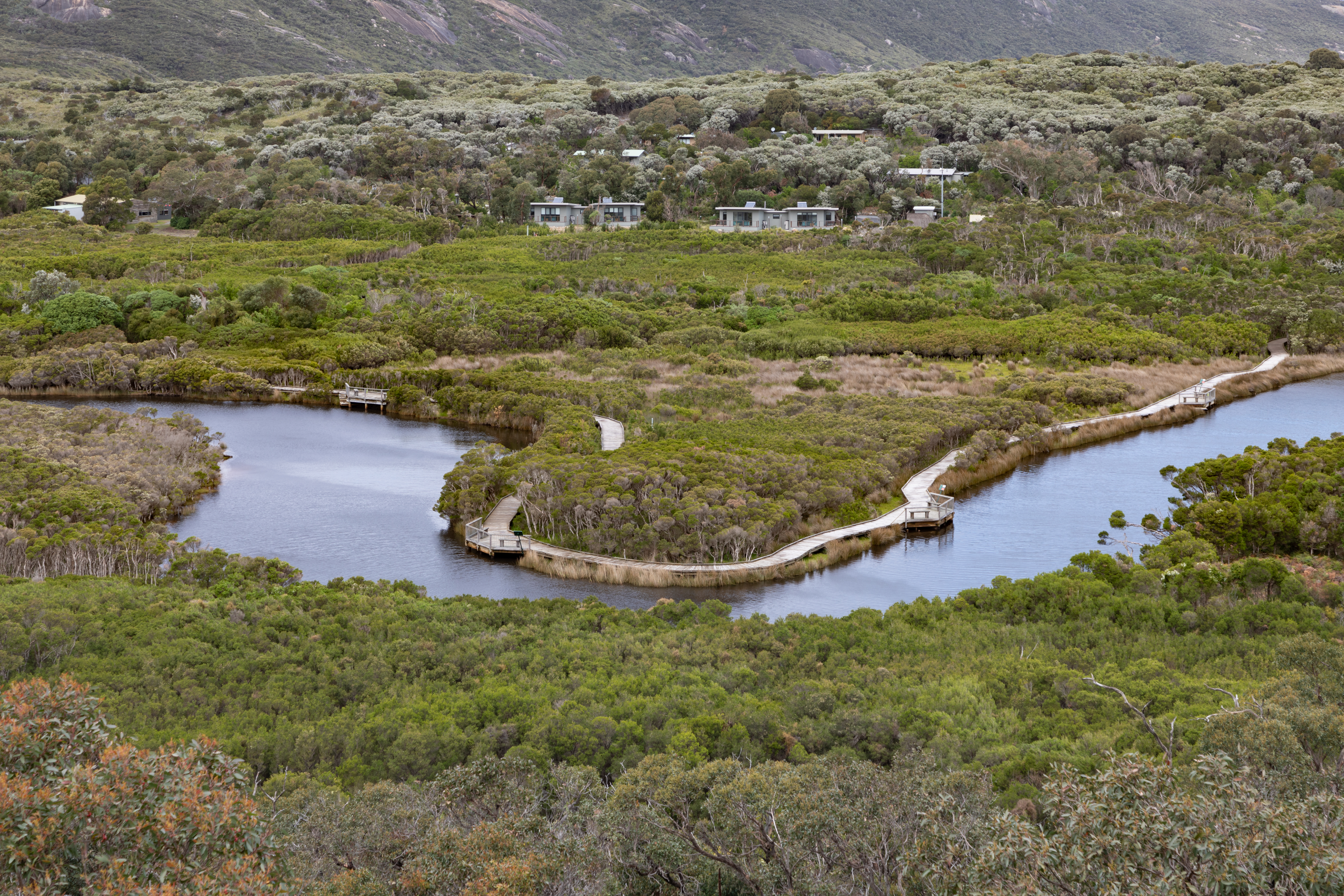
Meander in de Tidal River (Australië)
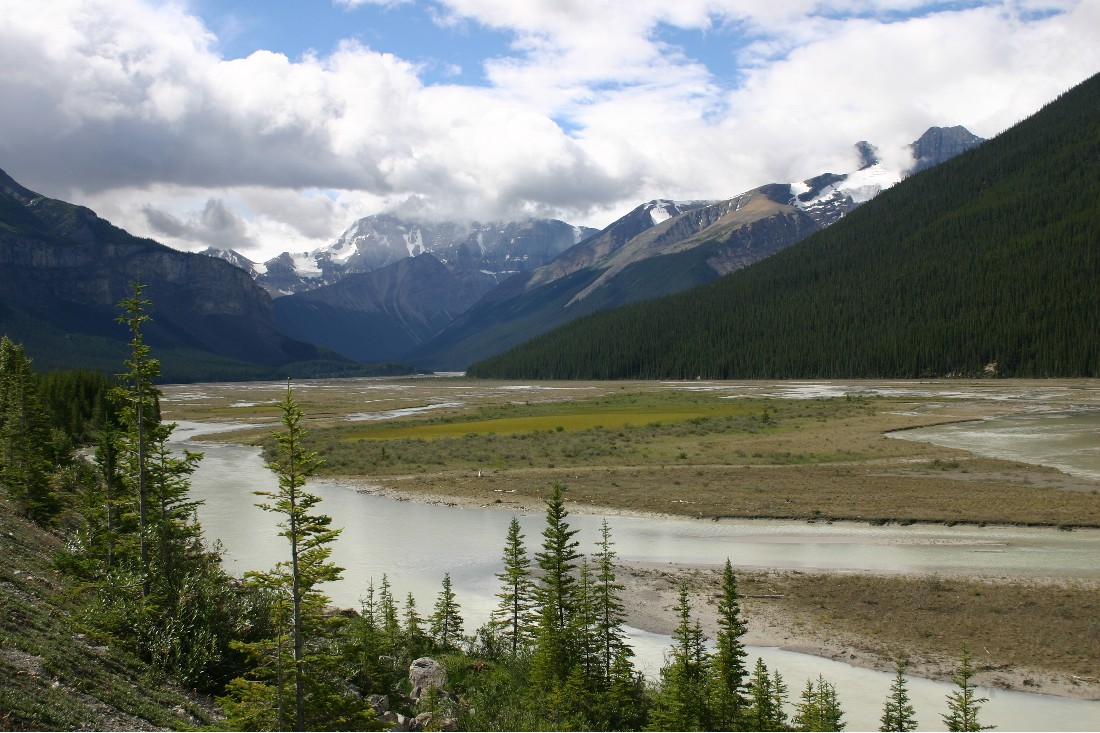
Een trogdal in Nationaal Park Jasper (Canada)
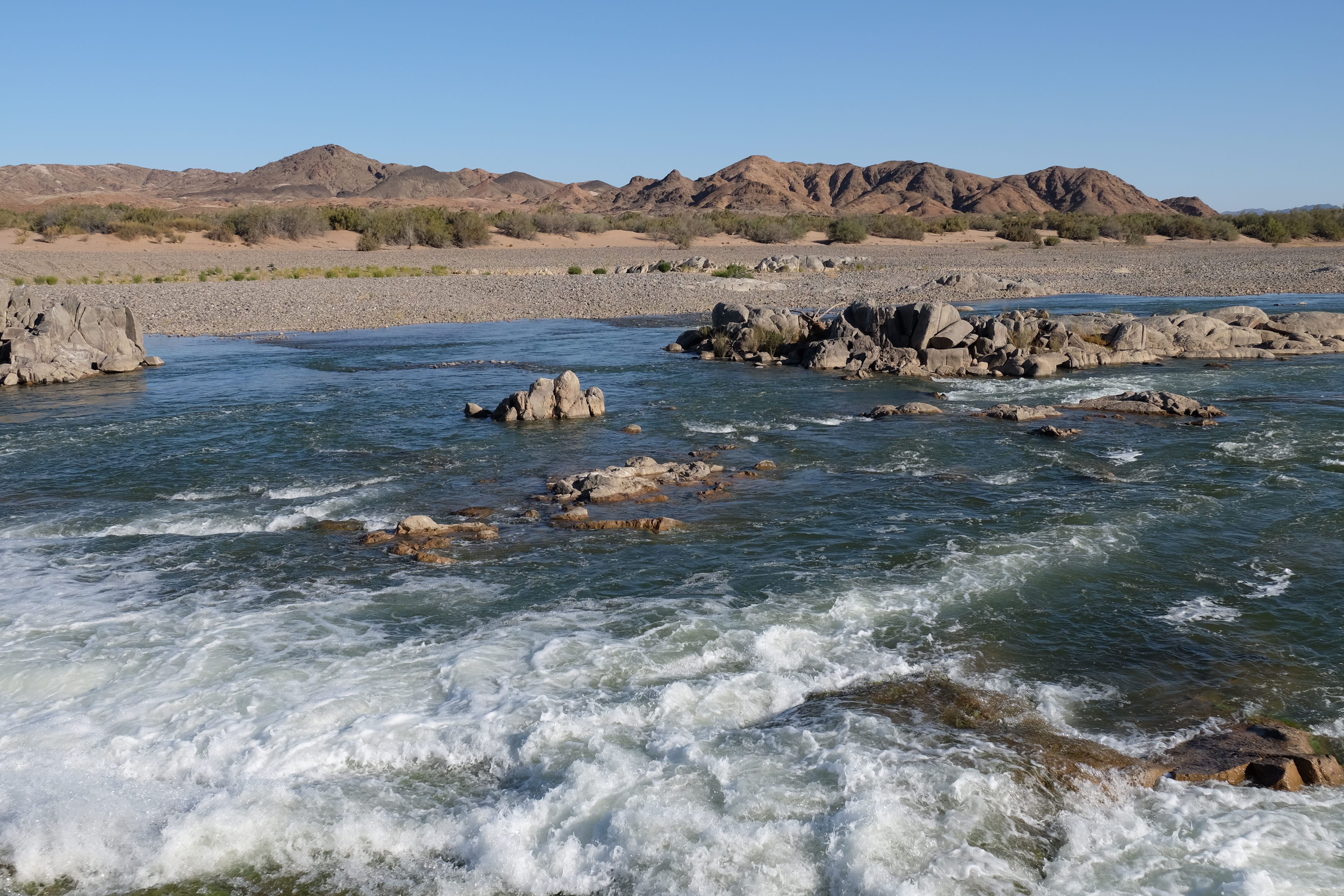
Het landschap van de Oranjerivier (Zuid-Afrika)
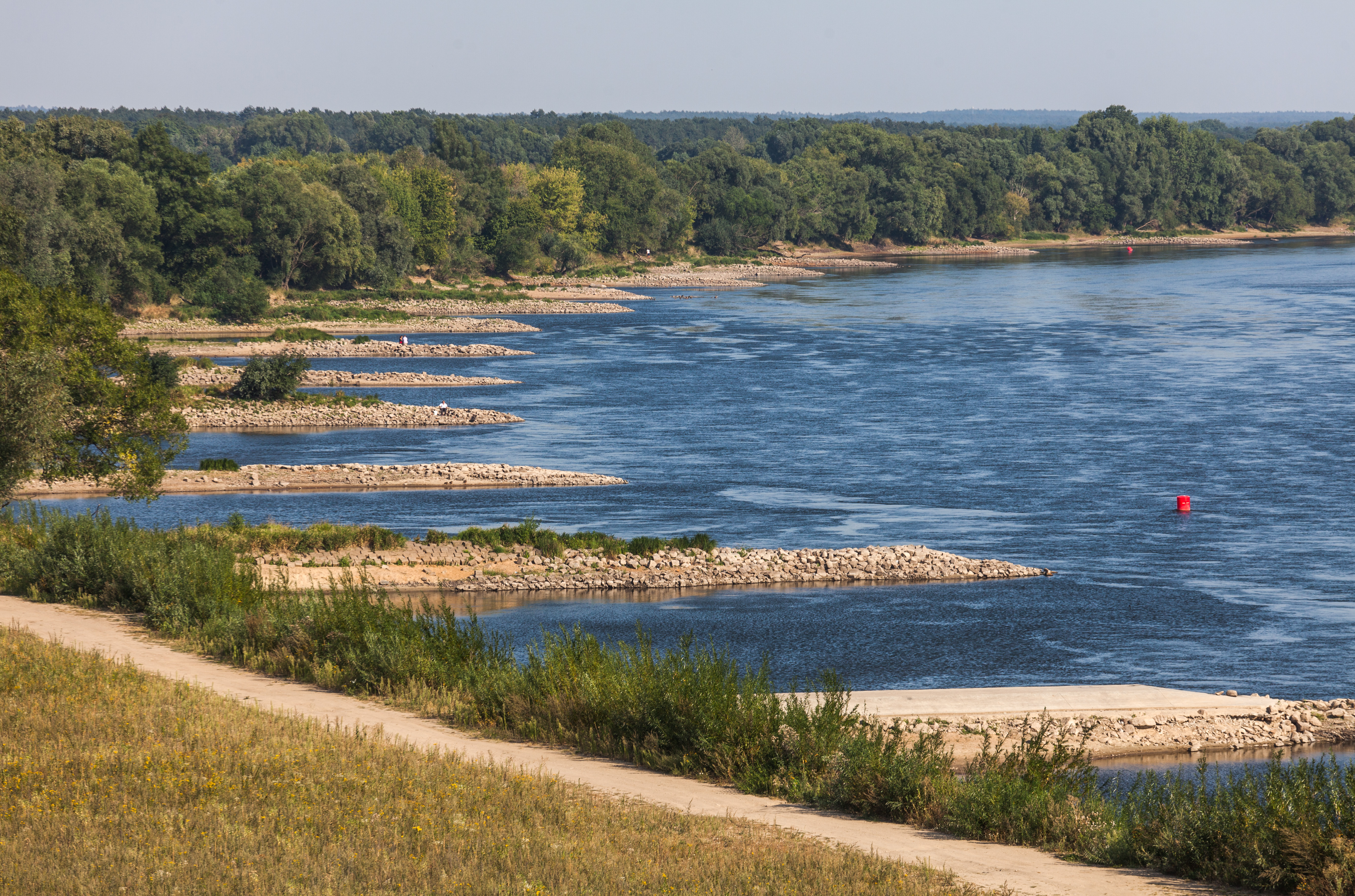
Kribben en ooibos langs de Wisła (Polen)
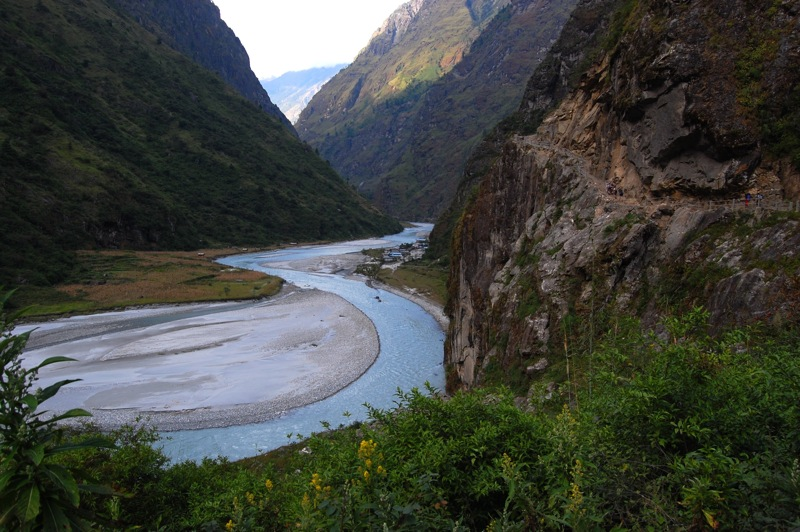
Interlocking spurs bij de Marsyangdi (Nepal)
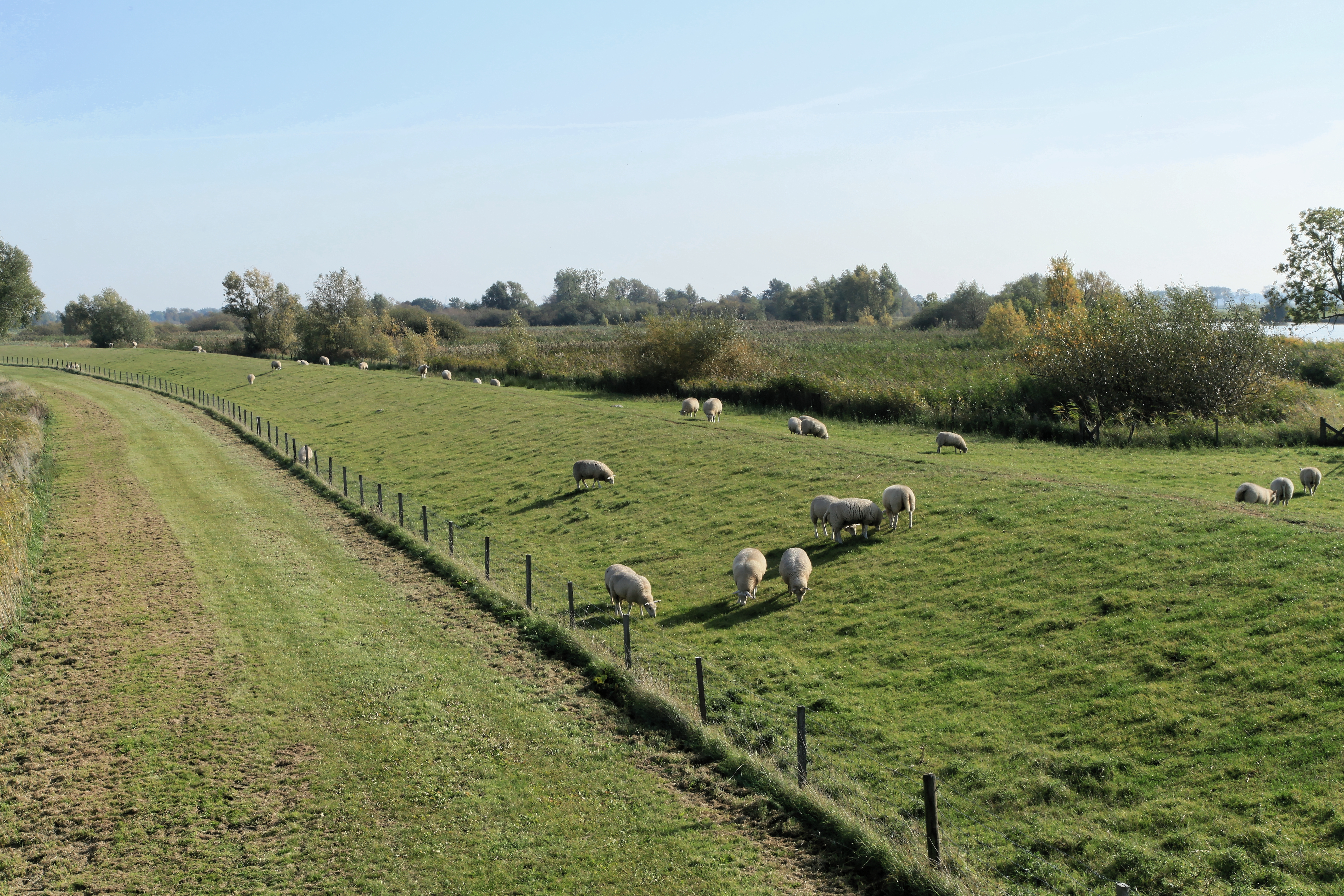
Dijk met schapen langs de Jümme (Duitsland)
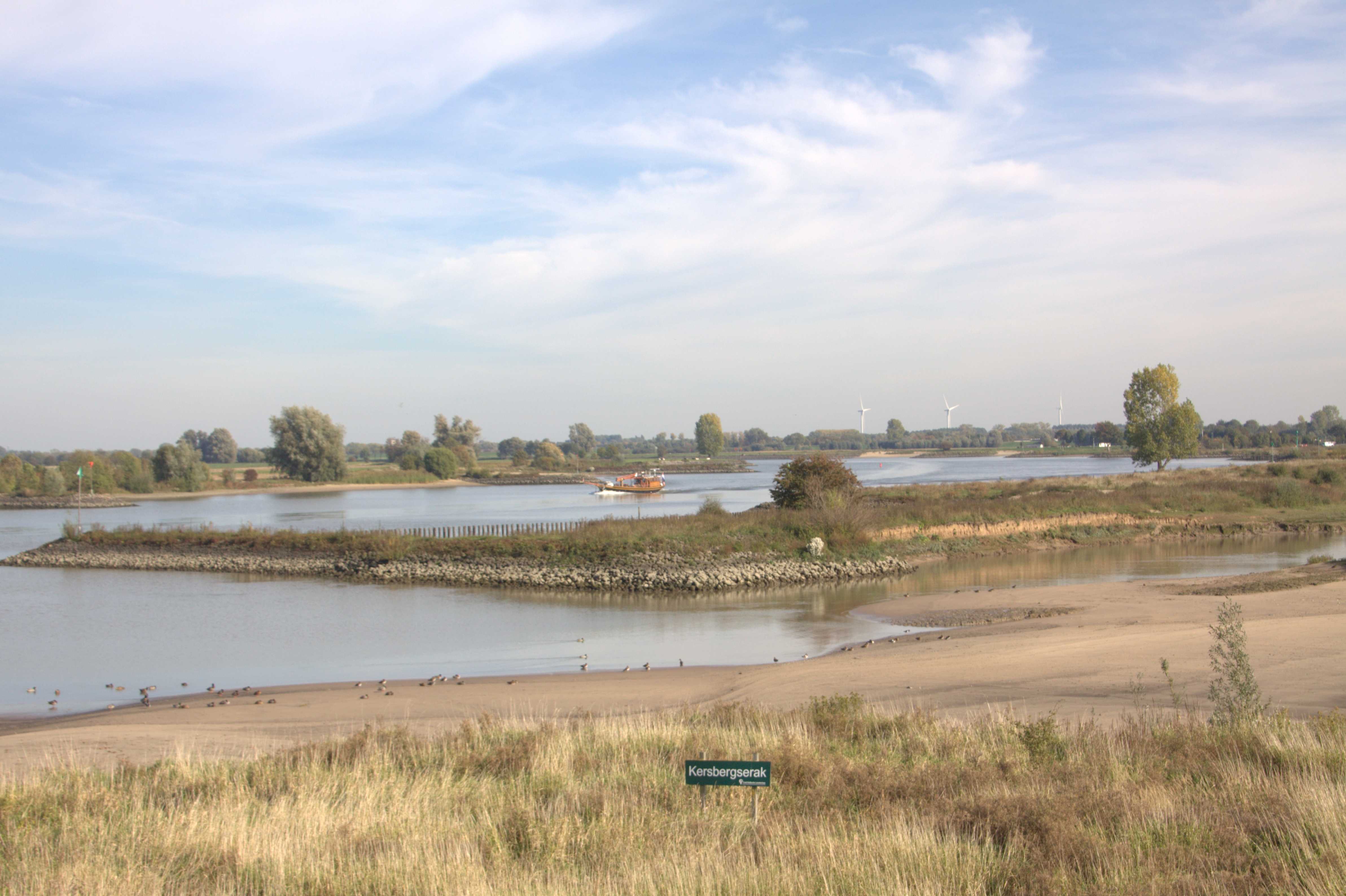
Een nevengeul van de Lek (Nederland)

## Verder lezen
- Sillevis, John (red.), Licht, lucht en water. De verloren idylle ven het riviergezicht. Uitgave bij gelegenheid van de gelijknamige tentoonstelling in het Noordbrabants Museum in 's-Hertogenbosch van 11 december 1993 tot en met 10 april 1994. Zwolle, Waanders, 1993.
- Huizenga, Hilde E.A., Oogst van de landschappen van rivieren en kust. Cultuurhistorie en bijna vergeten beheertechnieken voor opbrengst van erf en terrein.
- Bekhuis, J., Kurstjens, G., Sudmann, S.R., Tuynte J., & Willems, F., 2002. Land van levende rivieren, de Gelderse Poort. Utrecht: KNNV Uitgeverij & Stichting Ark